# جس ویلارد
جس ویلارد (انگلیسی: Jess Willard; ۲۹ دسامبر ۱۸۸۱ – ۱۵ دسامبر ۱۹۶۸) بوکسور اهل ایالات متحده آمریکا بود.